# Meeker, Oklahoma
Meeker är en kommun (town) i Lincoln County i Oklahoma. Vid 2020 års folkräkning hade Meeker 1 004 invånare.